# Enchophora nigromaculata
Enchophora nigromaculata är en insektsart som beskrevs av William Lucas Distant 1906. Enchophora nigromaculata ingår i släktet Enchophora och familjen lyktstritar. Inga underarter finns listade i Catalogue of Life.